# Oglasodes atrisignata
Oglasodes atrisignata är en fjärilsart som beskrevs av George Francis Hampson 1926. Oglasodes atrisignata ingår i släktet Oglasodes och familjen nattflyn. Inga underarter finns listade i Catalogue of Life.